# Cancercell
Cancercell är en celltyp som ingår i cancertumörer. Andra beståndsdelar i cancertumörer är stromaceller, fibroblaster, blodkärl och immunceller, som utgör tumörens  stroma. Alla cancerceller leder inte till utbrott av cancer, eftersom tumören kan vara en så kallad sovande tumör, vilket då innebär att den inte bildar metastaser och inte växer. För att cancerceller ska leda till cancer krävs troligen vissa förutsättningar i cancercellernas mikroklimat, i stromat. I ett fåtal fall bildar inte cancerceller tumörer, så exempelvis vid leukemi.

## Uppbyggnad
Cancerceller skiljer sig från normala celler på flera sätt. En cancercell börjar reproducera sig själv okontrollerat (genom mitos), den reagerar inte på signaler från omgivande celler, de binder inte särskilt hårt till varandra, och de differentierar inte.  Mitos är normalt hos personer utan cancer, men bara när celldelningen leder till  att ersätta döda celler. Cancerceller nöjer sig inte med att ersätta döda celler, utan bildar kluster av nybildade celler. Ett sådant kluster - tumören - består av flera celler som replikerats av en ursprungscell (de är monoklonala). Detta beror på att de omgivnade cellerna inte förmår nå fram med signaler att upphöra med celldelningen eller att överblivna celler ska dö. Tumören som bildas av cancerceller är mycket löst sammanhållen, varigenom cancerceller från tumören kan lossna och sprida sig vidare, vilket är en fas som kännetecknar aggressiv cancer och metastasering (i motsats till cancer in situ). Till skillnad från normala celler differentierar inte cancerceller till specialiserade funktioner, utan blir med fortskridande cancer mer och mer omogna. Cancerceller kan tränga undan normala celler eller ersätta dem, det vill säga invadera omgivningen, vilket skiljer dem från benigna tumörer som är sammanhållna och isolerade i klumpar, och från cancer in situ.

## Orsaker
Orsaken att cancerceller uppstår är skada i DNA. Skador på DNA kan normalt repareras, men denna läkning har uteblivit vid cancerceller. Skadan innebär att celler inte dör som de ska (apoptos). Nedsatt förmåga att reparera DNA kan vara ärftligt, då man talar om cancergener. Också epigenetiska faktorer, såsom rökning och UV-strålar,  kan leda till att kroppen börjar bilda cancerceller. Under 2000-talet har det i tilltagande grad börjat anses att inflammation spelar roll både i initialskedet och spridningen av cancer. Endast ett fåtal fall av cancer är ärftlig. Större andelen kan härledas till personliga förutsättningar i den yttre och inre miljön. Omkring 20% av samtliga cancerfall kan kopplas till kroniska inflammationer, och 20% till fetma. Viss skada på DNA kan härledas till åldrande och åldersrelaterade problem med cellnybildning. Det finns i en vanlig cancercell minst 60 mutationer, dock har olika slags cancerceller olika varianter. Vissa muterade egenskaper har cancerceller gemensamt, t.ex. att inaktivera tumörsuppressorgener och aktivera tillväxtfrämjande gener. Invasiva cancerceller har vanligen mutationer som får dem att utsöndra proteas som bryter ner tumörhöljet och därefter omgivningen.

## Klassifikation
Beroende på vilken vävnad som cancercellen uppkommer i, klassificeras den som exempelvis carcinom, eller sarcom, etc. Sedan kan celltypen definieras ytterligare som exempelvis leiomyosarkom eller angiosarkom.